# American Journal of Mathematics
De American Journal of Mathematics is een tweemaandelijks wiskundig tijdschrift dat wordt uitgegeven door de Johns Hopkins University Press. Het blad werd in 1878 opgericht door James Joseph Sylvester. Het is het oudste continu verschijnende wiskundige tijdschrift in het westelijk halfrond. De American Journal of Mathematics heeft zijn reputatie verdiend door baanbrekende wiskundige artikelen te publiceren. Het blad is niet gespecialiseerd, maar brengt in plaats daarvan artikelen die alle belangrijkste gebieden van de hedendaagse wiskunde afdekken.

## Redactie
De redactie bestond in mei 2006 uit de volgende personen:
Redacteuren:
- Christopher Sogge, Hoofdredacteur, Johns Hopkins University (JHU)
- Peter Ozsváth, Columbia University
- Freydoon Shahidi, Purdue University
- Karen E. Smith, University of Michigan
- Steve Zelditch, JHU

Met medewerking van o.a.:
- Terence Tao, UCLA